# Trojizke (Pawlohrad)
Trojizke (ukrainisch Троїцьке; russisch Троицкое Troizkoje) ist ein Dorf im Nordosten der ukrainischen Oblast Dnipropetrowsk mit etwa 1000 Einwohnern.

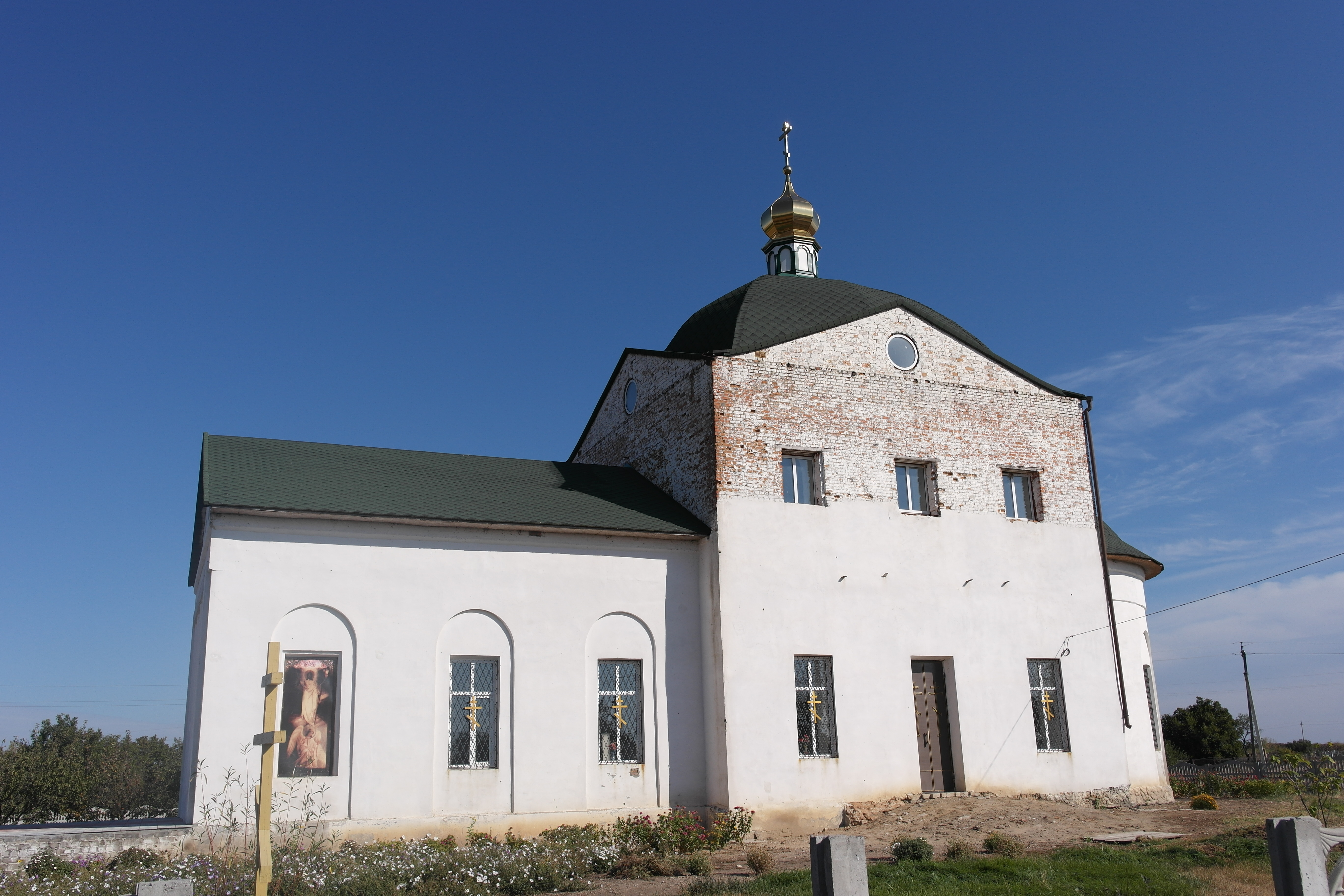
Kirche im Ort

Das Dorf wurde 1783 zum ersten Mal schriftlich erwähnt und liegt am Fluss Mala Terssa (Мала Терса) und dem linken Ufer der Wowtscha sowie der Territorialstraße T-0408, 14 Kilometer südlich der Rajonshauptstadt Pawlohrad und 67 Kilometer östlich der Oblasthauptstadt Dnipro.

## Verwaltungsgliederung
Am 21. März 2017 wurde das Dorf zum Zentrum der neugegründeten Landgemeinde Trojizke (Троїцька сільська громада/Trojizka silska hromada). Zu dieser zählten auch die 4 Dörfer Lewadky, Maloolexandriwka, Prywowtschanske und Lewadky, bis bildete es zusammen mit den Dörfern Lewadky und Lewadky die gleichnamige Landratsgemeinde Trojizke (Троїцька сільська рада/Trojizka silska rada) im Süden des Rajons Pawlohrad.
Am 12. Juni 2020 kamen noch weitere 5 in der untenstehenden Tabelle aufgelistete Dörfer zum Gemeindegebiet.
Folgende Orte sind neben dem Hauptort Trojizke Teil der Gemeinde:
| Name                     | Name              | Name                                     |
| ukrainisch transkribiert | ukrainisch        | russisch                                 |
| ------------------------ | ----------------- | ---------------------------------------- |
| Lewadky                  | Левадки           | Левадки (Lewadki)                        |
| Maloolexandriwka         | Малоолександрівка | Малоалександровка (Maloalexandrowka)     |
| Marjiwka                 | Мар'ївка          | Марьевка (Marjewka)                      |
| Nowoilarioniwske         | Новоіларіонівське | Новоилларионовское (Nowoillarionowskoje) |
| Prysten                  | Пристень          | Пристень (Pristen)                       |
| Prywowtschanske          | Привовчанське     | Приволчанское (Priwoltschanskoje)        |
| Pyssariwka               | Писарівка         | Писаревка (Pissarewka)                   |
| Selenyj Haj              | Зелений Гай       | Зелёный Гай (Seljony Gai)                |
| Werbowe                  | Вербове           | Вербовое (Werbowoje)                     |